# K. J. Sherrill
Keith Eugene „K. J.“ Sherrill Jr. (* 30. August 1991) ist ein US-amerikanischer Basketballtrainer und ehemaliger -spieler.

## Werdegang
Sherrill, aus Cleveland im US-Bundesstaat North Carolina stammend, spielte als Schüler Basketball an der West Rowan High School in der Ortschaft Mount Ulla. Er nahm ein Studium im Fach Afroamerikanische Studien auf, gehörte von 2009 bis 2011 der Basketballhochschulmannschaft der University of North Carolina at Charlotte in der ersten NCAA-Division an. Er wechselte 2012 an die Augusta University (Bundesstaat Georgia) in die zweite NCAA-Division und wurde dort Mannschaftskamerad seines Bruders Keshun Sherrill, der später ebenfalls als Berufsbasketballspieler tätig wurde. Im Spieljahr 2012/13 fiel K. J. Sherrill wegen der Nachwirkungen einer Knieverletzung aus, war 2013/14 dann wie sein Bruder Leistungsträger der Hochschulmannschaft.
Sherrill begann seine Laufbahn im Berufsbasketball beim deutschen Zweitligisten Cuxhaven BasCats und erzielte für die Niedersachsen in 27 Einsätzen (2. Bundesliga ProA) während des Spieljahres 2014/15 im Mittel 7,9 Punkte sowie 4,3 Rebounds.
2015/16 war Sherrill vereinslos, schloss sich dann im Sommer 2016 dem deutschen Regionalligaverein Hertener Löwen an. Er kam für die Mannschaft im Verlauf des Spieljahres 2016/17 auf Mittelwerte von 14,8 Punkten und 8,1 Rebounds je Begegnung. Im Juli 2017 wurde er vom Drittligisten Dragons Rhöndorf verpflichtet, noch vor dem Auftakt des Spieljahres 2017/18 verließ er Rhöndorf und ging zur zweiten Mannschaft der Telekom Baskets Bonn in die 1. Regionalliga.
Von 2018 und 2020 stand Sherrill in der 1. Regionalliga Südwest bei der SG Lützel-Post Koblenz unter Vertrag. 2020 wechselte er zu den Baskets Limburg in die 1. Regionalliga Südwest. Sherrill war im Spieljahr 2021/22 mit 19,6 Punkten je Begegnung der beste Korbschütze der Mannschaft.
Im Sommer 2023 wurde Sherrill unter Cheftrainer Stephan Dohrn Assistenztrainer beim Drittligisten Dragons Rhöndorf. Im Sommer 2025 folgte er Dohrn zum Zweitligisten Koblenz.